# ساوثبورت (دائرة انتخابية في المملكة المتحدة)
ساوثبورت (بالإنجليزية: Southport)‏ هي إحدى الدوائر الانتخابية في المملكة المتحدة الممثلة في مجلس العموم في برلمان المملكة المتحدة.
عضو البرلمان الذي يمثلها حالياً هو :Dr John Pugh (LD).